# Petar Tekelija

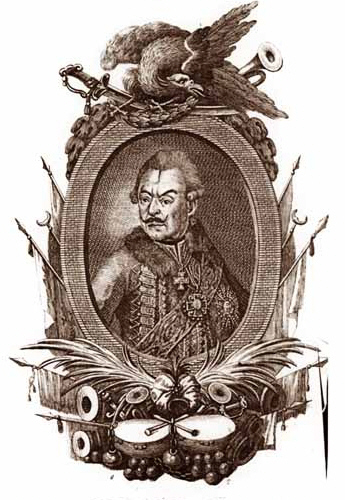
Petar Tekelija (1787, Allrussisches Puschkin-Museum, St. Petersburg)

Petar Abramowitsch Tekelija (russisch Пётр Абрамович Текели; * 1720 in Arad; † 25. Apriljul. / 6. Mai 1792greg. in Nowomyrhorod) war ein habsburgisch-russischer General en chef der Kaiserlich Russischen Armee serbischer Herkunft.

## Leben
Tekelija stammte aus einer serbischen Familie, die aus dem osmanischen Tekija in das Königreich Ungarn eingewandert war. Petar Tekelija war der dritte von vier Söhnen des Kapitäns der habsburgischen Armee Ranko Tekelija und seiner Frau Alka, Tochter des Kommandeurs des Donau-Abschnitts der Militärgrenze. Tekelijas Großvater Oberst Jovan Tekelija war Kommandeur des Pomoriska-Abschnitts der Militärgrenze, zeichnete sich in der Schlacht bei Zenta, bei der Niederschlagung des Aufstands von Franz II. Rákóczi und in der Schlacht von Peterwardein aus und erhielt von Kaiser Joseph I. den erblichen Adel.
Petar Tekelija trat 1741 in die habsburgische Armee ein und nahm als Leutnant am Österreichischen Erbfolgekrieg teil. 1748 ließ er sich aus der habsburgischen Armee entlassen und wanderte nach Russland aus. Er trat in die russische Armee ein und wurde als Porutschik in das 1727 gegründete Serbische Husaren-Regiment in der Festung Tor aufgenommen.
Am Siebenjährigen Krieg nahm Tekelija als Second-Major teil. In der Schlacht bei Groß-Jägersdorf erhielt er eine Säbelwunde am Kopf. Nach der Belagerung der Festung Küstrin im August 1758 wurde er zum Oberstleutnant befördert. Er nahm dann an den Schlachten bei Zorndorf, Kay und Kunersdorf teil. Er war 1760 an der Russischen Besetzung Berlins beteiligt, wo er die preußische Arrièregarde unter Johann Dietrich von Hülsen aus Spandau vertrieb mit Erbeutung zweier Kanonen und mehr als 100 Gefangenen. Er nahm an der Einnahme der Festung Kolberg im Dezember 1761 unter Pjotr Alexandrowitsch Rumjanzew teil. 1763 wurde er zum Oberst befördert.
Nach dem Regierungsantritt Katharinas II. kämpfte Tekelija 1764–1768 in Polen gegen die Konföderation von Bar, worauf er zum Brigadier ernannt wurde.
Im Russisch-Türkischen Krieg (1768–1774) kommandierte Tekelija das Serbische Husaren-Regiment. Er nahm 1769 an den Schlachten bei der Belagerung der Festung Chotyn teil und ging dann mit dem Rest der russischen Armee an die Grenze der Walachei. Im Januar 1770 kommandierte er den rechten Flügel, kämpfte bei Fokschan und zerstreute osmanische Truppen bei Brăila und im Februar bei Zurz. Nach den weiteren Kämpfen im Sommer wurde er zum Generalmajor befördert. 1771 kommandierte er die Avantgarde (7 Bataillone Infanterie, 3 Regimenter Kavallerie) des Oberkommandierenden Rumjanzew, der nach der Schlacht von Cahul den Ehrentitel Sadunaiski als Namenszusatz erhalten hatte. Zusammen mit Generalleutnant Reinhold Wilhelm von Essen drängte er  bei Popeschti mit einer 8.000-Mann-Truppe eine osmanische 45.000-Mann-Armee zurück mit Erbeutung von 14 Geschützen und bis zu 2.000 Gefangenen. In den folgenden Jahren war er ähnlich erfolgreich, wobei er Dutzende von Kanonen und die gesamte Bagage des Großwesirs erbeutete. Im März 1774 wurde er zum Generalleutnant ernannt. Nach dem Frieden von Küçük Kaynarca übernahm er für den abwesenden Grigori Alexandrowitsch Potjomkin das Kommando über die russischen Truppen in der Region Noworossijsk.
Um den Eigenmächtigkeiten der Saporoger Kosaken ein Ende zu setzen, bekam Tekelija im Mai 1775 von Katharina II. den Befehl, die Saporoger Sitsch aufzulösen. Sogleich marschierte er aus der Festung der Heiligen Elisabeth in Jelisawetgrad mit einer Kavallerie-Infanterie-Division und Artillerie in die Saporoger Sitsch, besetzte die strategischen Punkte und rief alle Ältesten zusammen, darunter auch Petro Kalnyschewskyj. Er las ihnen das kaiserliche Manifest vor, worauf die Kosaken heftig über Unterwerfung und Widerstand stritten. Dank Tekelijas geduldiger und diplomatischer Verhandlungsführung beugte sich die Sitsch dem Willen der Kaiserin ohne Blutvergießen und gab ihre Selbständigkeit auf. Viele Kosaken waren geflüchtet.
Im Dezember 1775 erreichte Tekelija von Katharina II. die Begnadigung seines nach Wologda verbannten Landsmanns Jovan Horvat, der Neuserbien mit der Hauptstadt Jelisawetgrad gegründet hatte.
Nach der Auflösung der Saporoger Sitsch war Tekelija Oberkommandierender einer 18.000-Mann-Armee zur Sicherung der russischen Grenze am Ostufer des Schwarzen Meers. 1786 wurde er zum General en chef ernannt. 1787 wurde er Chef des Nischni Nowgoroder Dragoner-Regiments. Er wurde von Alexander Wassiljewitsch Suworow sehr geschätzt. Im April 1789 ließ er sich wegen seines Alters und seiner Krankheiten in den Ruhestand versetzen. 1793 kurz vor seinem Tod erblindete er.
Tekelija wurde in der Nikolai-Kathedrale in Nowomyrhorod in der Peter-und-Paul-Kapelle bestattet, die er hatte ausstatten lassen. 1938 wurden die Kathedrale gesprengt und das Grab zerstört. Der Text seines Epitaphs auf einer alten Leinwand befindet sich im Heimatmuseum der Oblast Kirowohrad.

## Ehrungen
- Russischer Orden der Heiligen Anna I. Klasse (1770)[2]
- Russischer Orden des Heiligen Georg III. Klasse (1774)[2]
- Alexander-Newski-Orden (1775)[2]
- Orden des Heiligen Wladimir I. Klasse (1786)[2]